# Wasserburg (Führerhauptquartier)

Map met de Führer hoofdkwartieren.

Wasserburg (Nederlands: Waterkasteel) was een hoofdkwartier dat op het einde van 1942 gebouwd werd voor Adolf Hitler. Organization Todt bouwde deze 4 km ten noordwesten van Pskov in Rusland in een laatnegentiende-eeuws klooster.

## Bouw
De bouw startte op 1 november 1942. Onder de oude gebouwen werd een bunker gebouwd en de wegen en rioleringen en andere gebouwen werden aangepast.

## Nieuwe bestemming
Omdat de militaire situatie veranderde, kwam Hitler nooit in Wasserburg. Hierdoor kreeg Wasserburg een nieuwe bestemming als hoofdkwartier voor Heeresgruppe Nord (Legergroep Noord). Deze bleven hier tot de bevrijding door het Rode Leger in de zomer van 1944.

## Na de oorlog
Na de bevrijding door het Rode Leger werden de gebouwen gebruikt als ziekenhuis. De Russisch-Orthodoxe Kerk nam de gebouwen terug in 1993 en gebruikt deze opnieuw als het Snetogorskiklooster voor monialen.